# Halldor Skard
Halldor Skard (n. 11 aprilie 1973, Oslo, Norvegia) este un sportiv ce a reprezentat Norvegia, medaliat olimpic. A participat la o ediție a Jocurilor Olimpice (1998) în care a câștigat o medalie de aur.

## Participări
Lista de mai jos prezintă principalele competiții la care a participat Halldor Skard de-a lungul carierei.
- Nordic combined at the 1998 Winter Olympics – team[*]